# For the Love of Nancy
For the Love of Nancy is een televisiefilm uit 1994 onder regie van Paul Schneider. Tracey Gold speelt hierin een tiener die lijdt aan anorexia nervosa. Gold leed rond deze tijd in het echte leven ook aan anorexia en gebruikte haar levenservaring voor haar rol. Ondanks haar ziekte gebruikte ze tijdens het filmen wel make-up om een nadruk te leggen op haar anorexia.

## Cast
| Acteur              | Personage    |
| ------------------- | ------------ |
| Tracey Gold         | Nancy Walsh  |
| Jill Clayburgh      | Sally Walsh  |
| Cameron Bancroft    | Patrick      |
| Mark-Paul Gosselaar | Tommy        |
| William Devane      | Tom          |
| Teryl Rothery       | Lenore Molee |